# ISO 39001
Die ISO 39001 Road Traffic Safety (RTS) ist eine ISO-Norm zur Straßenverkehrssicherheit. Die Umsetzung der Norm soll die Organisationen, welche zum System „Straßenverkehr“ beitragen, in die Lage versetzen, die Straßenverkehrssicherheit nachhaltig zu verbessern und damit die Zahl der im Straßenverkehr Getöteten und Schwerverletzten zu reduzieren. Ein Beispiel ist die Vermeidung tödlicher Wegeunfälle. Die ISO 39001 ist auch Teil der schwedischen Vision Zero.
Die Norm wurde von dem ISO Technischen Committee „ISO/TC 241“ erarbeitet. Sie wurde im Oktober 2012 als internationale Norm ISO 39001 veröffentlicht.